# Eva Schwimmer

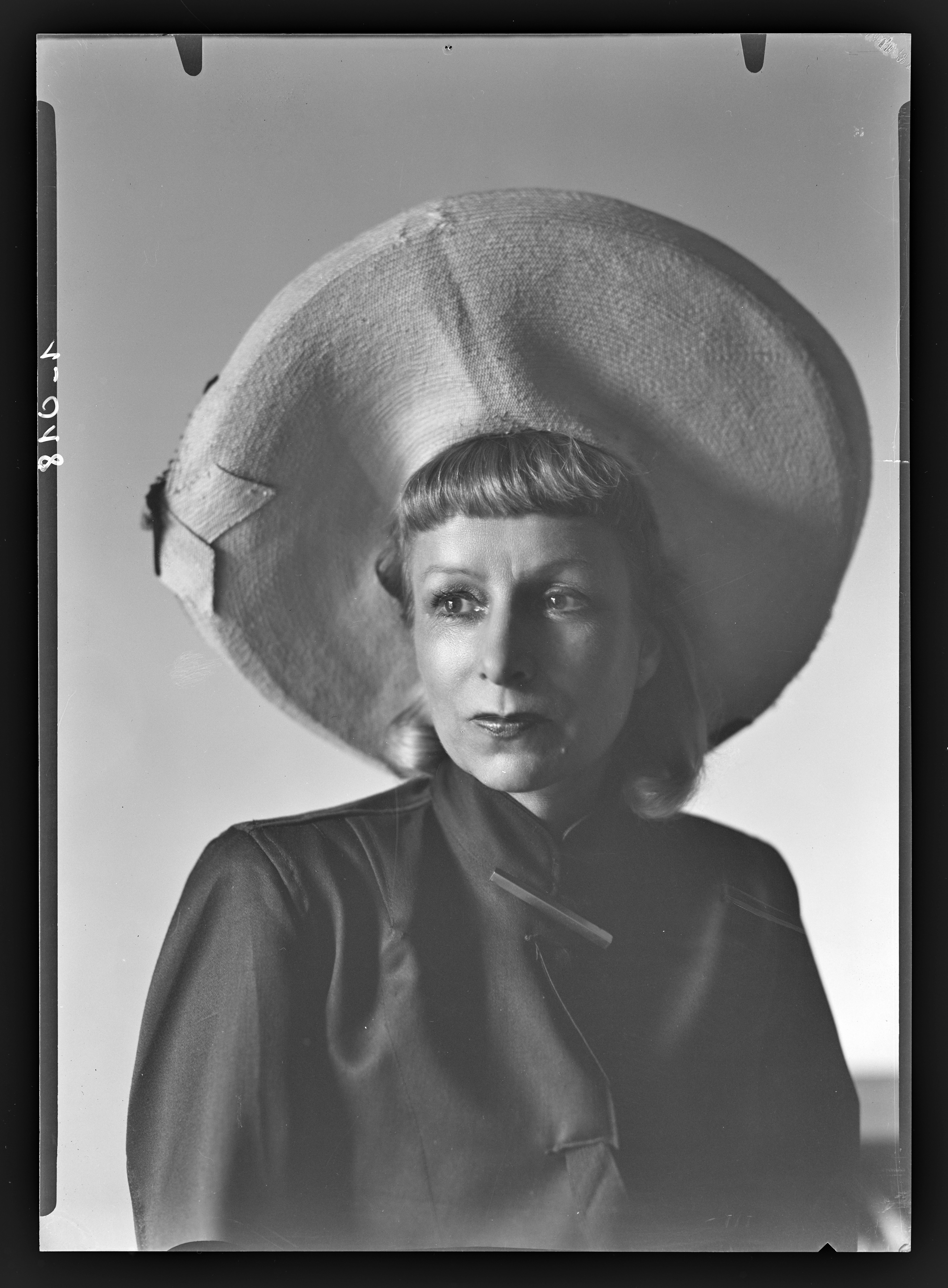
Eva Schwimmer, fotografiert von Gerda Schimpf, ca. 1946

Eva Schwimmer geb. Götze  (* 19. März 1901 auf Gut Kalkstein, Samland; † 15. Mai 1986 in Berlin) war eine deutsche Künstlerin aus Ostpreußen.

## Leben und Wirken
Eva Götze besuchte das Körte-Lyzeum in Königsberg und studierte 1918 bis 1921 an der Akademie für Buchgewerbe in Leipzig. Zuletzt war sie Meisterschülerin bei Hans Soltmann. 1922 heiratete sie den Maler und Graphiker Max Schwimmer, 1923 kam die Tochter Gabriele auf die Welt. Das Paar lebte zunächst in Berlin, dann in Leipzig und nach einer Italienreise von Herbst 1924 bis August 1925 in Berlin-Charlottenburg. Dort wurde die zweite Tochter Francis geboren.
Die Eheleute Schwimmer trennten sich vermutlich 1933. Nach Berufsverbot für Max Schwimmer durch die Nationalsozialisten wegen „entarteter Kunst“ ging Eva Schwimmer zunächst zu ihren Eltern nach Kalkstein zurück. In Königsberg begann sie eine Tätigkeit als Pressezeichnerin bei der Königsberger Allgemeinen Zeitung.
Spätestens seit 1936 lebte Eva Schwimmer wieder in Berlin. Dort verbrachte sie auch die Kriegsjahre 1939–1945. Es begann ihre umfangreiche Arbeit als Buchillustratorin. So schuf sie für den Verleger Joseph Würth die Illustrationen zu Carl Orffs Carmina Burana, die dreisprachig in einer Auflage von 1700 Stück angeboten wurden. Die Auflage war schon vor dem Erscheinen ausverkauft, wurde jedoch vor Auslieferung an die Kunden durch Kriegseinwirkung zerstört. Nur das Andruckexemplar mit den von Orff eigenhändig geschriebenen Noten und den Illustrationen Schwimmers blieb erhalten.
Im Jahr 1946 wurde Schwimmer als Professorin an die  Hochschule für angewandte Kunst in Berlin-Weißensee berufen. Eine ihrer Schülerinnen war Ursula Wendorff-Weidt. Schon nach vier Jahren wurde Eva Schwimmer aus politischen Gründen entlassen. Daraufhin zog sie nach West-Berlin.
Ihr Werk stand dem Expressionismus nahe. Die Neue Zeitung, Die Welt, Frankfurter Allgemeine Zeitung, Die Zeit, Der Tagesspiegel und Das Ostpreußenblatt veröffentlichten jahrzehntelang ihre Arbeiten. Außer Zeichnungen schuf sie auch Bronzearbeiten, Schmuck und Gebrauchsgrafiken sowie Plakate für die Berliner Festwochen (1953–1964). Zu ihren Gedichten gehört Kriegsende im Himmelbett.

„… ihre schöne, beschwingte, immer wieder überraschende Arbeit in drei Sparten! Bei aller zarten Empfindsamkeit und trotz der vielfachen Widrigkeiten des Lebens ist Ihnen eine unzerstörbare Lebendigkeit verblieben, eine Jugendlichkeit, die von Jahren unabhängig ist, da sie vom Geistigen herkommt.“

Werke Eva Schwimmers befinden sich u. a. im Kupferstichkabinett Berlin. und in der Berlinischen Galerie.

## Ehrungen
- Berliner Kunstpreis für Graphik (1952)
- Lovis-Corinth-Preis (1978)[4]

## Buchillustrationen (Auswahl)
- Walter Wehe (Hrsg.): Scherzhafte Lieder von Wein und Liebe. Lothar Blanvalet Verlag, Berlin, 1942 (Buch erhielt 1942 den 1. Preis im Wettbewerb Vorbildliches Buchschaffen; Nachauflage 1952)

- Guy de Maupassant: Das Haus Tellier und andere Erzählungen. Mit 30 Illustrationen von Eva Schwimmer. Erich Vollmer Verlag, Wiesbaden o. J. [1969?]
- Johann Wolfgang von Goethe: Das Tagebuch. Mit 27 Illustrationen von Eva Schwimmer. Erich Vollmer Verlag, Wiesbaden, Berlin o. J. [1961]
- Longos: Daphnis und Chloe. Ins Deutsche übertragen von Ernst R. Lehmann-Leander. Mit 27 Illustrationen von Eva Schwimmer. Erich Vollmann Verlag, Wiesbaden, Berlin, o. J. [1959]
- Robert Burnand: Der entfesselte Olymp. Götter-ganz privat. Aus dem Französischen übersetzt von Harriet Wegener. Mit 45 Zeichnungen von Eva Schwimmer.  Hoffmann und Campe Verlag, Hamburg 1957.
- E. T. A. Hoffmann: Erzählungen. Mit 92 Zeichnungen von Eva Schwimmer. Deutsche Buch-Gemeinschaft Berlin, 1942.
- Eva Schwimmer: Tagebuch in Bildern. Hans von Hugo Verlag, Berlin 1942.
- Carl Michael Bellman: Bacchanal im Grünen. Ein Lustgärtlein für Liebende und Zecher. Darmstädter Verlag, Darmstadt 1941.
- Charles de Coster: Die Hochzeitsreise. Mit Zeichnungen von Eva Schwimmer. Deutsche Buch-Gemeinschaft, Berlin o. J. [1940]
- Ellen Fechner: Du und ich – bleiben jung. Eine Schönheitsfibel. Universitas Verlag, Berlin 1940.